# إينيس ألبيردي
إينيس ألبيردي (بالإسبانية: Inés Alberdi)‏ هي عالمة اجتماع وأستاذة في إحدى الجامعات الإسبانية، ولدت في 11 فبراير 1948 في إشبيلية ،إسبانيا. كانت آخر مديرة تنفيذية لصندوق الأمم المتحدة الإنمائي للمرأة قبل اندماجها في هيئة الأمم المتحدة للمرأة.  